# Georg Bachmayer
Georg Bachmayer (ur. 12 sierpnia 1913 w Fridolfing, zm. 8 maja 1945) – zbrodniarz hitlerowski, 1. Schutzhaftlagerführer obozu koncentracyjnego Mauthausen i SS-Hauptsturmführer.
Z zawodu szewc. Członek NSDAP i SS. Od marca 1940 r. do maja 1945 r. Bachmayer pełnił funkcję pierwszego kierownika obozu i zastępcy komendanta Franza Ziereisa w obozie głównym Mauthausen. Był jednym z największych zbrodniarzy i głównym organizatorem terroru w Mauthausen. Kierował akcją gazowania więźniów i masowymi egzekucjami. Osobiście znęcał się nad więźniami, szczując ich psem, katując czy skazując na nieludzkie tortury i kary. Odpowiadał za mordy dokonywane na więźniach i jeńcach radzieckich na bloku 20, zwanym blokiem śmierci. Bachmayer miał w obozie opinię okrutnego sadysty. W końcu 1943 r. zorganizował i był pierwszym komendantem Ebensee, podobozu Mauthausen, w którym wprowadził rządy terroru. Do końca wojny zginęło tam ok. 20 tysięcy ludzi.
W początkach maja 1945 zbiegł z Mauthausen przed nadciągającymi wojskami amerykańskimi. 8 maja 1945 r., niedaleko Schwertburga, Bachmayer najpierw zastrzelił swoją żonę i dzieci, a następnie popełnił samobójstwo, unikając odpowiedzialności za swoje zbrodnie.